# Luigi Visintin
Luigi Visintin (Brazzano, 28 gennaio 1892 – Novara, 21 febbraio 1958) è stato un geografo italiano.
Autore di diffusissime carte geografiche e di atlanti, predominanti e per alcuni periodi unici nel panorama culturale italiano, seppe coniugare scienza e divulgazione in pubblicazioni innovatrici, che ebbero successo in Italia e all'estero, e contribuì alla diffusione della cultura geografica in ambito mondiale, tanto da essere eletto socio onorario nella American Geographical Society.
Fu per lui motivo di orgoglio che le sue carte fisico-politiche della Venezia Giulia fossero strumenti di lavoro alla Conferenza di Parigi per Italia e Jugoslavia in vista dei Trattati di Parigi del 1947. Del resto, due giorni dopo il trattato di Rapallo (1920) aveva pubblicato la carta del nuovo confine orientale dell'Italia (1:500.000).

Luigi Visintin davanti alla scrivania che gli permetteva di lavorare in piedi

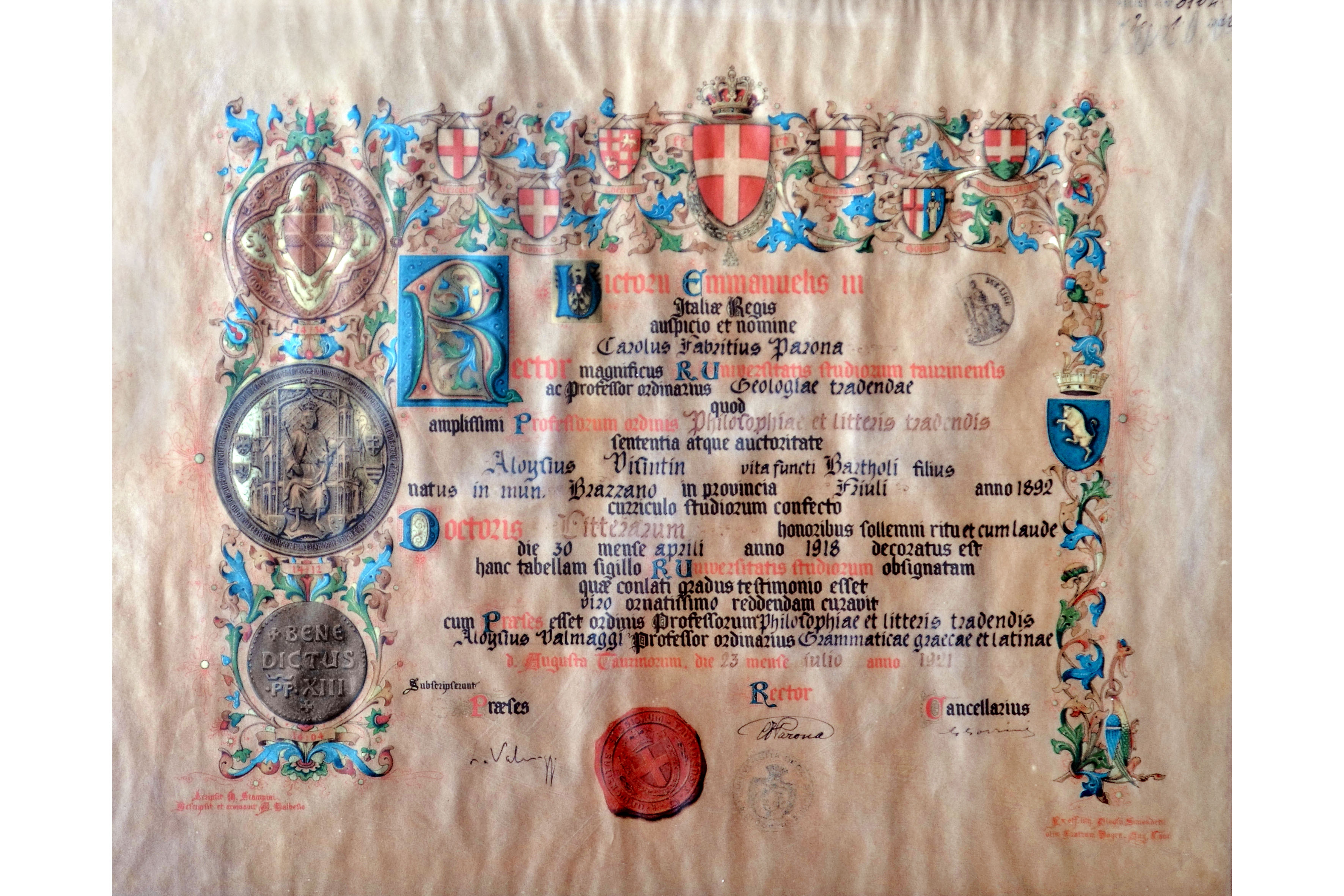
Il diploma di laurea di Luigi Visintin

## Biografia

### I primi anni in Friuli
Originario di Brazzano, frazione di Cormons, nel Friuli allora sotto il dominio dell'Impero Austriaco, rimase sempre molto legato alla sua cittadina pur vivendo a Novara. Il piccolo Gigi, primo di tre fratelli, rimase orfano del padre Bartolo (Bartolomeo) a cinque anni. Lo zio Giorgio Visintin, parroco di Muscoli, un paese situato nel comune di Cervignano del Friuli, ed appassionato cultore di musica, si occupò di lui con la sorella Maria, lo tenne presso di sé e si accorse delle sue doti intellettuali. Gli diede aiuti di ogni tipo ed influì sulla sua formazione e sulla sua onestà. 
Dopo la scuola preparatoria frequentò dal 1905 al 1912 il liceo-ginnasio statale austriaco di lingua tedesca di Gorizia (Staatsgymnasium). Visse in quegli anni presso lo Knabenseminar e poi, come convittore, presso il collegio salesiano di Gorizia.

### Studi all'Università di Vienna: musica, storia e geografia
Per tre anni, dal 1912 al 1914, visse nel vivace ambiente culturale viennese, e come prima di lui aveva fatto il geografo Giuseppe Dalla Vedova, frequentò l'Università di Vienna. Abbracciò l'indirizzo storico naturalistico della facoltà di Filosofia: era quella la scuola di Albrecht Penck e di Eduard Brückner.

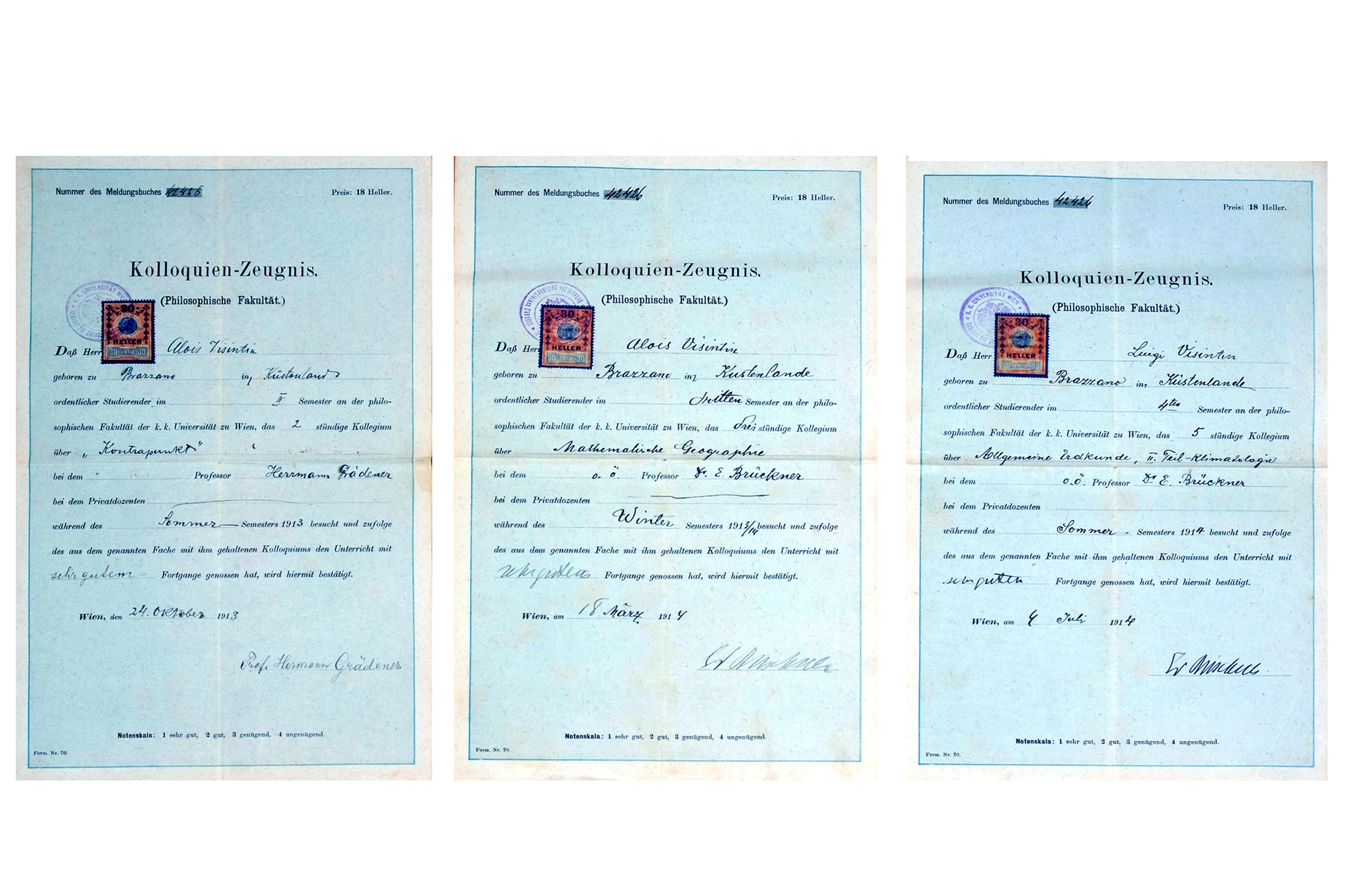
certificati di esami universitari in Contrappunto ed in Geografia all'Università di Vienna nel 1913-14

Poiché gli piaceva comporre e sapeva suonare pianoforte, violoncello ed organo, scelse i difficili corsi di contrappunto del compositore viennese Herrmann Grädener, ma soprattutto conseguì una specializzazione in storia e geografia.
Seguì i corsi di storia di Heirich Kretschmayr e di August Fournier (lo studioso di Napoleone), i corsi di Eugen Oberhummer, studioso di geografia storica e di storia della geografia, e quelli tenuti dal geografo Eduard Brückner, che influì moltissimo sulla sua formazione. Non risultano invece esami specifici di geografia economica, ramo nel quale poi eccelse elaborando atlanti economici importanti come l' Atlante della produzione e dei commerci o l' Atlante agricolo dell'Italia fascista e proseguendo così la tradizione dell'Istituto De Agostini.

### Amici e compagni di studi e di interessi culturali
Viveva in un appartamento con alcuni colleghi, a cui aveva accettato di preparare i pasti. Furono suoi compagni di studi ed amici il germanista e saggista Ervino Pocar, già compagno di banco a Gorizia e come lui Vorzüglicher (eminentista), e poi studente della facoltà di Filosofia di Vienna, il poeta gradese Biagio Marin, Augusto De Gasperi, fratello di Alcide De Gasperi allora deputato a Vienna. Si trovavano a Vienna in quel periodo uno scultore originario di Brazzano, che lavorava per la corte imperiale ed aiutava i compaesani, Alfonso Canciani, ed il glottologo Carlo Battisti, che insegnava all'Università di Vienna, versatile e ricco di interessi. Pur essendo più anziano del Visintin, gli divenne amico e fu con lui prigioniero in Russia.

### La prima guerra mondiale
Allo scoppio della prima guerra mondiale il 28 luglio 1914 lui, cittadino austriaco, fu arruolato come sottotenente di complemento (Kadett) nell'esercito austro-ungarico. Come gli altri italiani sudditi austriaci, (fra cui gli amici Augusto De Gasperi e Carlo Battisti), fu inviato come ufficiale sul fronte russo nell'inferno della Galizia, dove gli imperi centrali furono sconfitti nei primi mesi di guerra. Visintin partecipò alla battaglia di Galizia e rischiò più volte la vita salvandosi fortunosamente dai terribili proiettili shrapnel. L'Italia del resto faceva parte della Triplice Alleanza (Germania, Austria-Ungheria, Italia) e solo l'anno successivo (Visintin era ormai prigioniero da mesi), dopo il patto di Londra del 26 aprile 1915, entrò in guerra contro l'Austria (24 maggio).

### Prigioniero in Russia
Venne fatto prigioniero subito all'inizio della guerra con il suo reggimento che era stato circondato dai Cosacchi. Durante la prigionia studiò il russo ed imparò per passatempo il gioco degli scacchi, ma soprattutto mise a frutto le sue competenze musicali, dirigendo nella Piazza Rossa la banda dei prigionieri da lui creata. Si occupò anche della banda musicale dei vigili del fuoco di Orlov.
Dopo un lungo soggiorno nei campi di prigionia di Kirsanov, dove dovette affrontare problemi di ogni tipo, nell'ottobre 1916 colse l'opportunità di optare per l'Italia e chiese di esservi inviato, riuscendo nel caos generale a far partire anche i due fratelli, Francesco e Antonio, casualmente ritrovati ed a lui inferiori d'età. In particolare riuscì a far imbarcare sul vapore in partenza verso l'Italia, il fratello più piccolo, facendolo passare per suo facchino e nutrendolo poi del suo, in quanto, come tanti altri, era abusivo e non faceva parte del gruppo di cui era il responsabile. Il viaggio si svolse in treno sulla terra russa con partenza da Kirsanov il 15 ottobre, attraverso Jaroslavl' e Vologda fino al porto di Arcangelo, da cui salparono il 30 ottobre per Glasgow (con partenza da Glasgow il 10 novembre), Southampton, Cherbourg, ed infine attraverso la Francia col treno fino a Torino (arrivo il 16 novembre). Il viaggio fu avventuroso per la tempesta e gli attacchi di navi nemiche, ma ben peggiore fu la sorte di coloro che rimasero in Russia e rientrarono attraverso la Siberia e il Pacifico o, in qualche caso, rimasero in Russia. La competenza assunta in questo periodo gli permise la pubblicazione in Italia della prima carta della Russia.

### La laurea a Torino
Giunto a Torino il 16 novembre 1916, vi riunì i fratelli e la madre Benvenuta Culvan. Trovato un impiego, si laureò a tempo di record in Lettere e Filosofia il 30 aprile 1918 con una tesi sulla carta geografica di Paolo dal Pozzo Toscanelli, dopo di aver recuperato i certificati della precedente carriera universitaria ed aver dato anche buona parte degli esami sulle materie apprese a Vienna. Aveva avuto anche qui buoni professori, come Lionello Venturi in Storia dell'arte. Si dedicò all'insegnamento nell'Istituto Superiore di Commercio Paolo Boselli di Chieri e fu assistente volontario all'Università di Torino del geografo Cosimo Bertacchi., che ne apprezzò le doti e la competenza e lo segnalò all'Istituto Geografico De Agostini, che si era affermato per la pubblicazione di svariati atlanti L'attività dell'Istituto era in declino per motivi economici tanto che cambiò proprietà nel novembre-dicembre 1919.

### Alla direzione scientifica dell'Istituto Geografico di Novara
Il prof. Luigi Visintin, reduce a stento dall'influenza spagnola,  era stato assunto dal 1º maggio 1919, e prese servizio il 2 maggio come segretario di Direzione, addetto alla revisione scientifica ed all'aggiornamento delle opere dell'Istituto e redattore della rivista La geografia. Già nel 1920, previo esame da parte di una commissione, assunse la direzione scientifica dell'Istituto al posto di Luigi Filippo De Magistris, a sua volta succeduto a Giovanni De Agostini. Nel 1922 anche Achille Dardano lasciò il De Agostini, dopo di che Visintin si trovò solo. Egli seppe far proseguire anche quella scuola interna di cartografia che raggiunse notorietà mondiale  e promosse durante il suo mandato l'editoria cartografica a Novara. Curò fin dall'inizio una serie di opere.
Del 1920 è il Nuovo Atlante per Tutti, un atlante di grande formato, di trenta tavole tutte di nuova incisione ed aggiornate secondo i nuovi confini politici, che anticipa in un'ampia trattazione iniziale i principi basilari della sua cartografia. Intitolata La carta geografica Come si costruisce e come si stampa e ripubblicata in varie occasioni, è completata da ventun foto dell'Istituto stesso che ne illustrano i reparti, compresi gli uffici geografici e cartografici, dove sono raccolti i materiali di consultazione, e dai quali si dirigono i lavori d'impianto e se ne coordina l'esecuzione. L'indice dei nomi costituisce una novità. È premesso alle tavole ed ha ancora l'indicazione di latitudine e longitudine, sostituita in seguito da un sistema più semplice, basato sul reticolato delle mappe.

Alla scrivania dell'ufficio scientifico nel 1920

Fu dell'Istituto Geografico De Agostini Direttore Scientifico con procura generale fino al 1958, anno della morte. Solo nel 1945 partecipò al tentativo di gestione socializzata dell'Istituto accogliendo l'invito del Comando Militare Alleato di Novara e fece parte dal 2 giugno del Comitato di Direzione. Perfino nella casa di cura in cui era ricoverato per l'influenza asiatica, stava lavorando alla quinta edizione del Grande Atlante Geografico, del tutto rinnovata, che uscì postuma nel 1959.
L'intensa attività lo costrinse ad abbandonare gli studi musicali, che avrebbe amato proseguire a livello professionale (e la gerarchia ecclesiastica glielo aveva offerto in cambio dell'ingresso nel clero), ma sempre amò la musica e si dedicò a suonare l'organo durante le brevi ferie estive. Si occupava, come passatempo, dell'orto e del frutteto modello, come aveva imparato dallo zio, e seguì a Novara un corso di frutticultura. Mantenne la sobrietà delle origini e si distinse per il rispetto che portava agli altri, senza distinzione di ceto, origine, occupazione.
Negli ultimi tempi gli era stato dato in aiuto Umberto Bonapace, che fu poi professore all'Università di Torino, all'Università di Milano, all'Università di Firenze, e direttore del Touring Club Italiano, a sua volta affiancato, non molto tempo dopo la morte di Luigi Visintin, da Hans Richard Fischer, che del Visintin era amico e proveniva dal celebre istituto cartografico Justus Perthes di Gotha, dove lo stesso Giovanni De Agostini si era formato.
Collaborò con varie istituzioni italiane e straniere, come l'Istituto Geografico Militare, e, dai primi anni venti, insegnò topografia all'Aeroporto di Cameri nella scuola di volo Giuseppe Gabardini. Come direttore scientifico diresse l'esecuzione di una carta radiogoniometrica di Mediterraneo orientale e bacino del Nilo per il Ministero dell'aeronautica.
Fu presidente dei Dirigenti Industriali di Novara, che rappresentò a Roma come consigliere nazionale, adoperandosi insieme a Giuseppe Togni affinché i dirigenti potessero avere la pensione e mantenessero l'autonomia del loro istituto previdenziale..
Ebbe del resto sempre grande interesse per la scuola e la didattica, tanto da occuparsi in prima persona, alla fine della seconda guerra mondiale, insieme alla moglie Ada, maestra, ed alla figlia Lucia, laureata in Lettere, di una serie completa di testi diffusissimi per le elementari.

## Dal 1920 al 1958

### I primi atlanti per l'Italia e l'area ispano-portoghese
Subito dopo il Nuovo Atlante per tutti, a cui si è accennato, del 1921 è l'Atlas Metodico de Geographia Moderna in portoghese per il Brasile, edito dal De Agostini insieme al Collegio Salesiano Santa Rosa di Nictheroy (Estado do Rio de Janeiro). Presenta alcune analogie, e non ultima la copertina di gusto futurista, con il coevo e molto più smilzo Atlante per tutti, di sole 29 tavole contro le 62 dell'Atlas Metodico, particolarmente ampie e numerose riguardo al Brasile.
L'atlante brasiliano sembra quasi una prima prova del Grande Atlante. Vi è inserito un opuscoletto con un approfondito parere tecnico del Cathedratico de Geographia Honório de Souza Silvestre destinato al Conselho Superior de Ensino, che consiglia, per la novità e superiorità delle carte su quelle degli atlanti stranieri suoi congeneri, la scelta dell'atlante italiano, trabalho de alto valor. Esso è di valore inestimabile per lo studio politico e fisico dei continenti dopo la conflagrazione mondiale. Da notare inoltre in ogni carta l'indicazione della proiezione cartografica utilizzata.
Il successo del Metodico brasiliano fu tale che nel 1925 uscirono, sempre con le tavole di proprietà artistico-letteraria dell'Istituto Geografico De Agostini, due grossi atlanti, uno per le scuole portoghesi, Novo Atlas Escolar Português, aprovado oficialmente (in tre sezioni: história geral, geografia geral, Portugal e Colónias Portuguesas) ed uno per le scuole brasiliane (Atlas histórico-geográfico para uso das escolas do Brasil), in realtà capaci di servire ad usi più molteplici, più svariati e più complessi che non siano quelli scolastici.
Uscirono al contempo degli atlanti molto più piccoli, quelli per le elementari italiane: Atlante geografico elementare ('21), Atlantino elementare, Atlantino delle regioni d'Italia.
Del 1921 è la nuova edizione per le scuole medie inferiori dell'Atlante Geografico Moderno, impostato in modo molto diverso da quello di analogo titolo, ormai esaurito, di Giovanni De Agostini non più suscettibile di miglioramenti; Luigi Visintin modificò il suo Moderno già nel 1926 e poi a varie riprese fino alla morte. Del 1922 per le superiori è la innovativa nuova edizione (vi compaiono per la prima volta i planisferi equivalenti di Eckert) dell'Atlante Geografico Metodico, che fu poi sempre aggiornato e rinnovato, e divenne il più diffuso nelle famiglie italiane, oltre alla prima edizione del Grande Atlante Geografico.
La vecchia edizione del Moderno venne così sostituita da due atlanti, rispettivamente di 39 e 67 tavole.

### Atlante della produzione e dei commerci
Nello stesso anno 1922, sotto gli auspici del Ministero di Industria e Commercio, esce anche questo atlante, che ebbe numerose successive edizioni, in cui venne aggiornato, ampliato oppure ridotto, a seconda della destinazione ai vari gradi scolastici. Le 63 tavole sono disegnate sotto la direzione di C. Franchini capo-cartografo dell'Istituto. Edito sotto gli auspici del Ministero Industria e Commercio, con copertina di Giovanni Mataloni, è datato agosto 1922 ed ha una prefazione firmata Istituto Geografico De Agostini (da attribuire evidentemente al suo direttore) che illustra ragioni e finalità dell'opera.
La prefazione spiega che lo scopo è quello di sfruttare l'ampio materiale raccolto per il Grande Atlante rendendolo al contempo funzionale alla scuola e utile agli industriali, ai commercianti, ai politici e a tutti coloro che vogliono farsi un giusto concetto dei gravi problemi che assillano i popoli dopo che la guerra ha spezzata la rete di interessi e di traffici preesistente. Per riallacciare le file infrante è utile una conoscenza approfondita della distribuzione spaziale di materie prime, centri di trasformazione dei prodotti, correnti di traffico, creando così anche una norma per il divenire.
L'opera si basa su fonti recenti e sicure, ma le anomale condizioni prodotte dalla crisi per il momento ancora in atto richiedono un continuo aggiornamento, perché la guerra ha imposto la ricerca e l'utilizzo di nuove materie prime, di risorse locali, di industrie e coltivazioni, che non sempre potranno reggere nella pace, con una continua oscillazione dei centri di produzione.
Il semplice sistema di rappresentazione cartografica risulta di un'evidenza senza pari, evitando ogni dannosa sovrapposizione di fenomeni, che può ingenerare confusioni, ed armonizzando tinte, segni convenzionali e diciture. In particolare molto utile è l'utilizzo sistematico della carta tematica ed è introdotto per la prima volta nella tav. 27 sull'emigrazione un diagramma a torta, che sarà poi utilizzato molto frequentemente nelle pubblicazioni del De Agostini, Metodico compreso. Ampia è la rappresentazione dell'Europa, che gode tuttora della più grande importanza dal punto di vista politico-economico, e per ovvie ragioni, data la destinazione dell'atlante, ancor più particolareggiata è l'illustrazione dell'Italia (19 carte e cartine).

### IlGrande Atlante Geograficodel 1922: ragioni e caratteristiche dell'opera
Primo in Italia di tale ampiezza, il Grande Atlante Geografico del 1922, di geografia fisica, politica ed economica, dimostra la capacità di Visintin, che ne era ben consapevole, di coniugare la tradizione scientifico-naturalistica tedesca con quella umanistica italiana al fine di produrre un'opera utile allo studio di livello superiore, all'interpretazione geografica del territorio e non più alla semplice consultazione politica e toponomastica, prevalente in Europa e negli atlanti tedeschi. L'adozione massiccia di carte al contempo fisiche e politiche, riguardanti aree geografiche e stati, l'utilizzo abbondante e preciso degli indici, la facile accessibilità della struttura generale logicamente coordinata rendevano agevole la consultazione dei dati e lo studio del territorio facendo interagire elementi fisici, antropici, economici, regionali e generali. Il Grande Atlante voleva dare una visione dell'attività umana, mostrando dapprima il suolo in cui si esplica, poi i fattori svariati che la influenzano e infine i risultati che ne derivano, e che si manifestano nel campo della produzione, dei commerci, delle comunicazioni.
I progressi italiani, di cui era prova il Grande Atlante, testimoniati dal successo ottenuto in Sudamerica, Spagna e Portogallo, avevano portato l'Italia a gareggiare con Germania, Francia, Inghilterra per una specie di monopolio nella cartografia.
Edito in diecimila copie già quasi tutte prenotate prima di uscire, era frutto della collaborazione con il vulcanologo e sismologo Mario Baratta, professore all'Università di Pavia ed aderente fin dalla prim'ora ai Fasci secondo un'ideologia estranea al Visintin vista la sua formazione pregressa e dato il suo iter.
Egli aveva saputo individuare la necessità, nata dalla guerra, della creazione ex novo di un atlante per l'appunto di respiro "mondiale", dato che era profondamente mutato lo scenario internazionale. Il nuovo atlante, edito sotto l'auspicio del Ministero per l'Industria e Commercio e della Reale Società Geografica Italiana, fu il primo di tale ampiezza ad essere tutto di produzione ed elaborazione italiana. Infatti quello del Touring Club Italiano, l'Atlante Internazionale, fu del 1927.

### Ragioni del successo
Nel progetto del suo ideatore l'atlante doveva facilitare i più vasti rapporti commerciali, che Visintin auspicava potessero essere sviluppati dall'Italia nella nuova atmosfera di pace. Da qui una delle più importanti novità dell'atlante, e cioè la ricca sezione economica su agricoltura, industria, trasporti, produzione, materie prime, rotte commerciali, condotta mediante una serie di cartogrammi, che, con semplici esami comparativi, permettevano di chiarire i rapporti in essere fra regioni e fatti economici. Tale sezione diede poi origine agli atlanti speciali.
La leggibilità, l'evidenza dei fenomeni, la precisione della rappresentazione del territorio, l'eleganza del colore, la scelta opportuna delle proiezioni, della scala, il taglio delle tavole, la scelta dei toponimi e della loro scrittura dimostrano che il risultato auspicato era stato già allora pienamente raggiunto; queste caratteristiche, che facevano apprezzare l'atlante italiano in confronto a quelli europei, anche successivamente vennero conservate dagli atlanti di Visintin. Gli anni di Giovanni De Agostini sembrano lontani nel tempo, se non nello spirito.
Data l'entità dell'opera, la rapidità con cui era stata redatta, la preparazione di partenza delle maestranze poco adeguata alle nuove esigenze,  quello raggiunto con il Grande Atlante era un risultato quasi miracoloso. Nella nota introduttiva questo fatto viene messo in evidenza, assieme alla considerazione che già a priori l'impegno profuso nell'opera si può capire dall'uso di un supporto cartaceo speciale reso necessario dai quattordici colori usati nella stampa e dalle quattordici passate nelle macchine, dalla piegatura introdotta nelle carte più ampie. Il faticoso lavoro, con la responsabilità che comportava, costò al Visintin una forma di esaurimento subito curato nelle lunghe passeggiate della villeggiatura con la famiglia sull'Altopiano del Renon. I proprietari Cesare Rossi e Marco Boroli ne dedicarono una copia Al prof. Visintin con riconoscenza e con tutto l'affetto dell'animo nostro.

### Le novità delle successive edizioni delGrande Atlante Geografico
All'edizione del 1922, accompagnata presto da un supplemento a testimoniarne il successo, erano seguite le edizioni del 1925 e del 1927. Nella seconda edizione erano state sostituite carte in proiezione di Bonne con carte nella proiezione azimutale equivalente di Lambert e nella proiezione cilindrica trasversale di Lambert, nonostante il costo notevolissimo dei lavori litografici. Rispetto all'edizione del '22 erano state ampliate le sezioni di Europa e Nord America a scapito dell'America meridionale ed era stata inserita con più evidenza la parte economica.
La terza edizione, corredata di una trattazione fisico-politico-economica posta sul rovescio di ogni tavola, fu particolarmente elogiata anche dal Ministro dell'Economia Nazionale e da lui considerata largamente apprezzabile non soltanto per la parte fisica e politica, ma anche e soprattutto nei riguardi della parte economica esposta con organicità di criteri e larghezza di vedute. Il Ministro sottolineava la rispondenza dell'opera agli scopi culturali prefissati e ne metteva in evidenza la ricchezza di notizie, di cartine, di grafici e di dati statistici.
Molto attenta l'analisi tecnica di Riccardo Riccardi. Qualche sua osservazione non infirma il giudizio largamente positivo, perché Riccardi afferma che l'opera nel complesso fa grandemente onore alla cartografia italiana per l'originalità, l'organicità, l'esattezza scientifica e per l'ottima esecuzione tecnica delle carte. Molto elogiative anche le recensioni straniere di Max Eckert, Fr. Leyden, Paul Girardin.
Eckert in particolare apprezza la novità del collegamento (tav. 21) fra etnografia e forme economiche e segnala la capacità di prendere il meglio sia della scuola inglese (razionale impostazione esteriore e severo contenuto scientifico) sia della tradizione tedesca (incisione dei nomi). Molto elogiativo il confronto con gli atlanti tedeschi di pari mole: giova riconoscere che esso rappresenta il vero Atlante da studio, quale manca ancora alla letteratura cartografica tedesca. Leyden a sua volta sostiene che l'Atlante viene a porsi fra gli atlanti di importanza internazionale. Ne analizza le tavole (salite da 131 a 147, a beneficio dei continenti extraeuropei) di grande chiarezza ed evidenza, e considera impossibile recensire brevemente il testo, enormemente copioso, che le accompagna. Apprezza inoltre la sostituzione della proiezione di Eckert a quella di Mercatore ove non fosse indispensabile l'equivalenza .Con compiacimento ed orgoglio l'autore ne accolse il successo che segnava l'affermazione della cartografia italiana nel mondo.

### L'edizione del 1938
Deceduto Mario Baratta nel 1935, ne fu mantenuto ancora il nome. Fu aggiunta una sezione storica di Plinio Fraccaro, che con Visintin fu invitato a presentare l'opera in Italia e in Vaticano. L'atlante si asside tra le più insigni opere del genere e segue una via del tutto sua, inconfondibile. Nella parte posteriore delle tavole è presente, come nella terza edizione e nella sezione storica, un'ampia ed aggiornata sezione teorico-descrittiva. Fu introdotto in talune edizioni del periodo di guerra un sistema di rilegatora che permatteva di sostituire le tavole nel caso che venissero superate dagli eventi.

### La quinta edizione
Il Grande atlante del 1959 è del tutto nuovo e vuole celebrare il cinquantenario dell'attività novarese dell'Istituto. Posteriore all'istituzione del Mercato europeo comune (MEC) e di alcuni organismi europei si propone di avere respiro più decisamente europeo.
Senza più testo ma ricco di istogrammi, diagrammi, grafici di ogni genere e di numerose carte tematiche, è frutto di un lungo lavoro da parte di Luigi Visintin, che purtroppo non ne vide la pubblicazione. Vi collaborarono Herbert Bayer per la presentazione grafica, ed Umberto Bonapace per la parte scientifica. Trae vantaggio dall'esperienza degli ultimi atlanti, per l'Italia e per l'estero, anche nella scelta rinnovata delle proiezioni. cartografiche (es. proiezione cartografica Goode, particolarmente adatta a rappresentare i fenomeni economici) Con cinquecentocinquantasei cartine economiche era studiato in funzione di una più larga comprensione dell'interdipendenza dei fenomeni economici.
Anche quest'opera, coronamento di una nobilissima vita d'uomo e di scienziato, ebbe ampi ed unanimi consensi. A conferma di ciò nel 1965 l'International Atlas dell'Encyclopedia Britannica portava 117 tavole novaresi.

### L'Atlante Storico
Grande successo ebbe pure l'Atlante Storico,  diffuso in varie vesti e con ristampe in Italia ed all'estero. La necessità di creare un atlante storico in italiano per l'Italia che rispondesse ai postulati della scienza moderna era stata largamente dibattuta nei primi congressi storici e geografici, in cui era stata sottolineata la difficoltà dell'impresa e si era cercato di procedere ad un primo progetto.
Nell'Atlante De Agostini, del Visintin era per intero il fascicolo terzo, Evo moderno, elaborato nel 22-23. L'Atlante Storico era il naturale complemento dell' Atlante Metodico, di cui l' Atlante Storico riprendeva impianto generale e caratteri fondamentali.
Si trattava di un atlante per la scuola e doveva contribuire alla studio della storia italiana. Perciò fu improntato a sobrietà e il nucleo principale delle tavole fu dedicato alla illustrazione dell'Italia nelle varie epoche dell'Evo Moderno. In queste carte fu esteso il colore a campitura a tutto il paese, mentre gli stati confinanti sono limitati mediante nastrini di colore.
Il secondo nucleo di tavole è dedicato all'Europa e vi sono tavole più diffuse sugli stati teatro di grandi avvenimenti. Il terzo nucleo riguarda tutta la superficie terrestre con particolare riguardo a scoperte, colonizzazione, formazione degli Stati Uniti, esplorazione italiana in Africa.
L'Atlante Storico, improntato a criteri moderni e tutto a colori, era notevole per scelta degli argomenti delle tavole, per l'eleganza della rappresentazione cartografica, la chiarezza dei dettagli, sia pur nella sinteticità delle carte. Successivasmente l'opera fu a più riprese aggiornata. Nel 1938, come si è detto, una sezione storica tratta da questo atlante fu inserita nel Grande Atlante. Numerose e diversificate furono le edizioni per le scuole. 
E per le scuole furono le numerose carte murali, anche storiche (tre), molto riuscite per la visibilità da lontano specie nella nuova serie elaborata a partire dal '34.

## La produzione italiana per la Germania: ilGoldmanns Großer Weltatlas
Questo grande atlante, Die Umwelt des Menschen, edito da Goldmann nel 1955 a Monaco, a Vienna ed in Svizzera, più volte aggiornato e ristampato, anche in un'edizione minore forse anche più diffusa trattava astronomia, geologia, geografia, climatologia, antropogeografia, economia. Era frutto della collaborazione del Visintin per la parte cartografica, di Herbert Bayer, un artista famoso soprattutto come grafico del Bauhaus, per l'iconografia, di Wilhelm Goldmann per i testi, dell'Istituto Geografico De Agostini per la stampa.
Visintin nella sua introduzione ricapitolava i criteri a cui si era attenuto ed assicurava di avere aggiornato le sue carte al giorno precedente alla stampa. Aveva voluto produrre, con i suoi due coautori, un atlante possibilmente completo, all'altezza delle esigenze scientifiche, funzionale e pratico per chi lo utilizza. Ben consapevole che in questo caso l'Italia si misurava ancor più con una tradizione scientifica quasi insuperabile, quella tedesca, si augurava che l'atlante in questione fosse degno degli altri atlanti tedeschi che l'avevano preceduto e che erano stati utilizzati in Italia prima dei suoi. Se con modestia Visintin si diceva pronto ad ascoltare i suggerimenti dei lettori, l'editore di Monaco nel risvolto di sovracoperta riconosceva l'entità dell'opera svolta ed affermava non senza fondamento che In jedem Jahrzehnt erscheinen nur wenige so großzügige und außergewöhnliche Werke wie Goldmanns Großer Weltatlas.
Era un'ulteriore dimostrazione che Visintin non aveva solo pienamente realizzato il programma del fondatore dell'Istituto Giovanni De Agostini, ma era andato oltre sia nelle opere degli anni venti sia con le ulteriori innovazioni introdotte negli anni cinquanta. Esse erano state molto apprezzate nel XVI Congresso Geografico Italiano di Padova-Venezia del 1954, dove vennero ammirati due grossi atlanti, uno in lingua tedesca per un editore di Zurigo e l'altro in inglese (WORLD GEO-GRAPHIC ATLAS) in collaborazione con Rand Mac Nally di Chicago per la Container Corporation of America. per la redazione del quale era iniziata la collaborazione con Herbert Bayer In seguito a quest'ultimo atlante, in cui balzava all'occhio la differenza fra la sezione internazionale fatta a Novara e le carte americane, Visintin era stato invitato a trasferirsi negli Stati Uniti, ma non volle abbandonare l'Italia. Bayer (Aspen 1953) ne dedicava una copia al prof. Visintin: Für Professor Visintin, zur Erinnerung an unsere erfreuliche Zusammenarbeit und in Dankbarkeit für ihre große Hilfe an diesem Buch.
Era introdotto in questi atlanti l'uso della proiezione cartografica Goode.

## Altre opere fra le più note e significative

Visintin in una foto di famiglia

### IlCalendario Atlante De Agostini
La produzione che ebbe più successo, quella a cui il professore tedesco, come era per antonomasia chiamato, era più affezionato, era il Calendario Atlante De Agostini, il libretto rosso in formato tascabile che compilava di persona con cura attenta e di cui fece un originale, completo e prezioso annuario geografico economico, aggiornandone anno per anno, sulla base di pubblicazioni ufficiali e di fonti elaborate da enti dei paesi del mondo, sia la parte generale sia le sezioni dedicate singolarmente a tutti gli stati.
Lo considerava biglietto da visita suo e della casa editrice e lo chiamava affettuosamente Calendarietto per ricordare come era alle origini, appunto poco più di un calendario con qualche carta e statistica. I.B.F. Kormoss ne auspicava l'edizione in altre lingue, oltre a quella francese, elogiandolo per la ricchezza incomparabile dei dati geografici e statistici, per il formato indovinato e per il prezzo economico. Fu pubblicato in tedesco, francese, spagnolo, portoghese, ebraico, con il titolo di Annuario, di Enciclopedia Geografica o di Atlante.
Anche oggi può essere molto utile il confronto fra le varie annate e fra le redazioni nelle varie lingue per la ricostruzione storica dei mutamenti nella carta geografica mondiale, in particolare nelle colonie. Del resto, come si può vedere nell'elenco sottostante, anche altre opere ebbero numerose edizioni in spagnolo, portoghese, francese, sloveno, e furono edite per America Latina, Nord America, Francia, Spagna, paesi dei Balcani.

### Opere di studio e di consultazione, didattiche (MetodicoeModerno) ed economiche
Ebbe vivo il senso delle esigenze della scuola, come evidenziano sia il testo teorico di Geografia generale, sia le carte murali e di consultazione, i planisferi, i globi, le carte mute, sia, in particolare, gli atlanti scolastici italiani e stranieri, quali, per l'Italia, il Moderno e, soprattutto il Metodico, atlas moderne, avec un plan didactique excellent, totalmente ideato dal Visintin, sempre attento a scuola e didattica, come strumento di lavoro e raccolta di documenti, corredato di carte semplici e chiare sia fisiche che politiche,  di carte speciali, di indici e, interessante novità, di numerose fotografie sul verso delle tavole. L'emblema grafico venne ideato da Giovanni Mataloni, allora celebre disegnatore, intorno al 1933 e rappresenta Atlante che tiene sulle spalle il mondo. Notevole anche una felicissima novità, i testi e gli atlantini per le elementari, ricchi di carte semplicissime, ben disegnate, nitide. Particolarmente indovinato l' Albo-atlante di geografia per la 4ª classe elementare edito nel 1928 (testo, letture, fotografie, carte geografiche).
Quanto al Piccolo atlante della produzione e dei commerci I.B.F. Kormoss lo definisce œuvrage unique dans son genre et très riche d'enseignement, che contiene unicamente carte economiche limitées à l'agricolture et à l'industrie con présentation claire et convenable, parfois un peu chargée de noms (Italie, France). Réuni au Calendario ou à l'Atlante metodico, il rendra des services encore plus utiles.
All'agricoltura, con l'apporto dell'enologo Arturo Marescalchi, che fu deputato e poi senatore, e dal 1929 al 1935 sottosegretario all'Agricoltura, fu dedicato l'Atlante agricolo dell'Italia fascista (92 carte, elenco dei comprensori di bonifica, 145 grafici, grafico a torta compreso,  che riassumono la situazione mondiale in confronto all'Italia), ormai di interesse storico. La copertina, color seppia, raffigura un albero con una vanga in primo piano e, sullo sfondo, un acquedotto romano e la fondazione di una città con un torrione ed un vulcano.

### Opere divulgative
Si preoccupò della divulgazione del sapere geografico, che considerava in Italia troppo poco coltivato anche e soprattutto nella scuola, e cercò di farlo capire nei Congressi Geografici Italiani. Anche per questo scrisse una serie di articoli, per la verità abbastanza specialistici, sulla rivista La geografia. A partire dal periodo di stasi della seconda guerra mondiale, si dedicò ad una grande opera di nuovo tipo, di divulgazione ma di alto livello scientifico, quale è Continenti e paesi - Geografia illustrata del mondo moderno del 1952. Essa, ristampata a varie riprese e pubblicata anche in lingua francese ed in lingua spagnola, contiene un ampio testo riguardante tutte le parti del mondo, ottanta tavole cartografiche e numerose illustrazioni. Continenti e paesi proseguiva del resto un lavoro pubblicato nel 1949, l'Atlante geopolitico univarsale, di formato medio, che, oltre alle 210 tavole, conteneva, sulla scorta del suo corso per licei ed istituti magistrali, 384 pagine di testo sulla Geografia Generale (nozioni propedeutiche), e sulla Geografia Regionale (Continenti, regioni e stati del mondo).

### Geografia e cartografia in alcuni atlanti
Quello cartografico era un lavoro molto complesso, che venne facilitato più tardi, dopo la morte di Luigi Visintin, da nuovi strumenti quali riprese satellitari e uso dei computer. Questi strumenti peraltro necessitano, da parte dalla mente del geografo, di un'opera prioritaria di razionalizzazione e di astrazione riguardo ai fenomeni (antropici, fisici, climatici, economici ecc.) presentati da qualsiasi carta geografica nella loro totalità o in parte. Già a partire dal Congresso Internazionale di fotogrammetria di Zurigo del 1930 il Visintin si era posto il problema dell'utilizzo dell'aerofotogrammetria al posto dei rilevamenti sul terreno nella redazione delle carte topografiche, sia per le planimetrie sia sotto il profilo altimetrico, ed aveva utilizzato il metodo del rilevamento aereo nella redazione di una carta suddivisa in duecento fogli circa coprenti San Paolo del Brasile e regioni contermini. L'impresa andò a buon fine, come testimonia la lettera di Cesare Rossi a Mussolini datata 22 maggio 1933, XI dell'era fascista.
Visintin riteneva indispensabile per lo studio della geografia il supporto degli atlanti e viceversa. Perciò abbinò in genere immagini e trattazioni di commento alle tavole cartografiche. Possono a questo proposito essere indicativi, oltre al Grande Atlante, l' Atlante Geopolitico Universale (1947) e l' Atlante delle colonie italiane (1928), assai preciso su piano cartografico, redatto sulla base delle conferenze e degli accordi internazionali, puntuale nelle note geografiche sulle singole colonie, che, come al solito nel caso del Visintin, sono di grande chiarezza e sinteticità. L'introduzione storico-politica a carattere generale, elencate sommariamente le esplorazioni, si sofferma sui singoli domini coloniali, e conclude che le potenze che danno prova di insipienza e trascuratezza dovranno per fatalità cedere alle nuove energie che si affacciano desiderose di operare e pretendono avere un posto adeguato nel mondo. L'Atlante delle colonie italiane, oggi di interesse storico, si distingue per la ricchezza delle illustrazioni, significative e per lo più inedite.
Gli studi di Luigi Visintin sull'Africa risalivano del resto al periodo di Vienna, in cui aveva seguito i corsi di Oberhummer del 1913 e del 1914, ed il suo interesse è testimoniato dalle tavole cartografiche da lui introdotte già nel Calendario Atlante de Agostini del 1920. Già nel 1925, in occasione dell'Anno Santo, era stato pubblicato dall'IGDA il Calendario Atlante delle missioni cattoliche e perciò non è certo un caso che al Visintin sia stato affidato il delicato ed impegnativo compito di tracciare i confini delle missioni nel Testo-atlante illustrato delle missioni del 1932 della Sacra Congregazione di Propaganda Fide. Visintin ebbe l'idea di inserire le missioni nella carta politica delle varie zone, il che poi divenne una tradizione.
Si tenga anche presente che le due carte fisico-politiche della Venezia Giulia da lui elaborate (1946 e 1947) costituirono la base delle trattative dell'Italia con la Jugoslavia durante la Conferenza di pace di Parigi conclusasi il 10 febbraio 1947, che stabiliva i confini fra i due stati e le zone da cedere da parte italiana.

## Alcuni giudizi
La dedizione al lavoro lo spingeva a lavorare in piedi accanto ad una scrivania speciale e lo portava all'Istituto Geografico De Agostini anche qualche ora della domenica mattina, perché poteva lavorare indisturbato. Diceva che il suo impegno ed il suo successo derivavano in buona parte dalla fame che per lunghi periodi aveva dovuto sopportare. Della sua attività è testimone l'elenco delle opere, più volte ristampate ed aggiornate, pubblicate in Italia ed all'estero, in Francia, Spagna, Svizzera, Germania, Slovenia, Turchia, Israele, America Latina, Stati Uniti, "e pochi sanno che quasi tutte furono merito del solo professore".
Le sue competenze geografiche e cartografiche sono ben evidenziate, oltre che dalle opere stesse, dai suoi articoli sulla cartografia e dall'apprezzamento per l'altissimo standard degli atlanti da parte di Erwin Raisz della Harvard University,, dagli elogi di I.B.F. Kormoss dagli studi in proposito di Valussi e di Motta sotto citati. Importanti sono il giudizio prima ricordato di Honorio de Souza Silvestre, accompagnato da una attenta analisi e da una serie di confronti con le opere coeve non italiane, e quello del tedesco Friedrich Eduard Max Eckert, il teorico della cartografia come scienza autonoma, per il quale il Grande Atlante Geografico è un'opera cartografica eccellente, non inferiore alle migliori tedesche, anzi capace in qualche punto di superarle.
Per la comprensione delle novità da lui introdotte nell'arretrata cartografia italiana si segnalano, oltre alla Presentazione del Grande Atlante Geografico del 1922 e all'introduzione al Goldmanns Grosser Weltatlas del 1953, firmata Luigi Visintin, gli Appunti di critica cartografica citati più sotto.

## Riconoscimenti e onorificenze

Visintin in una cerimonia ufficiale (15-05-1927)

In alcune città gli è dedicata una via, ad es. a Novara, Udine, Brazzano, Cormons, Gorizia. Il Comune di Cormons, in collaborazione con l'Istituto Geografico De Agostini, l'Istituto di Geografia della Facoltà di Economia e Commercio dell'Università degli Studi di Trieste, la Biblioteca statale Isontina, la Biblioteca Civica di Gorizia, gli dedicò una lapide e un Convegno tenutosi a Brazzano il 9 luglio 1988 con conferenze, piccola mostra e pubblicazione degli atti, presentati nella Sala del Consiglio Comunale di Cormons (23 Dicembre 1989).
Gli furono intitolate dalla Fondazione Achille Boroli, nell'anno 2000, diciassette borse di studio per gli alunni delle classi Quinte che avessero superato l'esame di maturità conseguendo il voto di cento/centesimi e si iscrivessero all'Università. Fu
1. Membro onorario della American Geographical Society, con pieni diritti e privilegi dal 1951;
2. Cavaliere del Regno d'Italia (Ordine della Corona d'Italia);
3. Commendatore del Regno d'Italia (Ordine della Corona d'Italia);
4. Grand'Ufficiale dell'Ordine al merito della Repubblica italiana, in data 02-06-1956, su proposta della Presidenza del Consiglio dei ministri e del Ministero della pubblica istruzione.

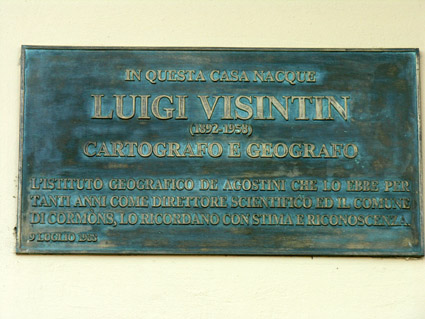
Targa a Brazzano

## Opere

### Scritti vari
- Africa Minore e regione dell'Atlante, in La Geografia, 7°, n. 1, Novara, Istituto Geografico De Agostini, 1919,  p. 52.
- Ancora la scala cartografica, in La Geografia, 7°, n. 2, Novara, Istituto Geografico De Agostini, 1919,  pp. 114-115.
- Sulle nuove frontiere della Germania e della Repubblica d'Austria, in La Geografia, 7°, n. 3-6, Novara, Istituto Geografico De Agostini, 1920,  pp. 227-237.
- Il Trattato di pace di Neuilly, in La Geografia, 8°, n. 1, Novara, Istituto Geografico De Agostini, 1920,  pp. 15-21.
- Sulle migliori proiezioni in planisfero, in La Geografia, 9°, n. 6, Novara, Istituto Geografico De Agostini, 1921,  pp. 181-203.
- Ancora sui migliori planisferi, in La Geografia, 10°, n. 1, Novara, Istituto Geografico De Agostini, 1922,  pp. 37-38.
- Intorno alle nuove ripartizioni territoriali ed amministrative della Russia, in La Geografia, 11°, n. 2-3, Novara, Istituto Geografico De Agostini, 1923,  pp. 52-66.Comprensivo di carta della Russia europea a 1:5 000 000 e con i risultati del nuovo censimento.
- Appunti di critica cartografica, in La Geografia, 14°, n. 1-2, Novara, Istituto Geografico De Agostini, 1926,  pp. 42-60.
- La superficie della Libia, in La Geografia, 15°, n. 3-4, Novara, Istituto Geografico De Agostini, 1927,  pp. 109-113.
- Una costruzione geometrica del planisfero ellittico di Eckert, in La geografia, 18°, n. 1-6, Novara, Istituto Geografico De Agostini, 1930,  pp. 95-97.
- La carta geografica: come si costruisce e come si stampa, in Nuovo atlante per tutti, Novara, Istituto Geografico De Agostini, 1920.
- Cenni geografici generali riguardo all'Africa Orientale Italiana (pp. 131-150), alla Libia (pp. 363-374), alle Isole italiane dell'Egeo (pp. 537-540), in AA. VV., L'impero coloniale fascista, Novara, Istituto Geografico De Agostini, 1936. Con immagini, mappe varie, piante e cartine
- Gli Europei in Africa, in Realtà Nuova, anno 18, n. 4, aprile 1953. Conferenza del 1953 tenuta al Rotary Club,
- Note e commenti in margine al XVI Congresso Geografico Italiano, conferenza del Rotary Club, 1954.

N.B.: La Geografia era la rivista di propaganda geografica dell'Istituto Geografico De Agostini ed era diretta da Mario Baratta.

### Testi geografici
- Calendario Atlante De Agostini, Novara, Istituto Geografico De Agostini, pubblicazione annuale. Dal 1919 al 1958 fu redatto personalmente dal prof. Luigi Visintin: con lui divenne una vera e propria enciclopedia geografica, che continuamente aggiornava. Edito per numerosi altri stati, con maggiore sviluppo della geografia dello Stato di pubblicazione; ad es. in Francia ebbe il nome di Encyclopédie géographique de poche ed a Barcellona di Enciclopedia geografica manual.
- Geografia generale, 2ª ed., Novara, Istituto Geografico De Agostini, 1936  [1931], parte I del Corso di geografia, ad uso dei Licei e degli Istituti Magistrali Superiori, scritto con Piero Landini.
- Sezione geografica del Sussidiario di AA. VV. Primo Seme, per il triennio delle scuole elementari, Novara, Istituto Geografico De Agostini, dal 1945 in poi.
- Atlante geopolitico universale, Novara 1949, con 210 tavole cartografiche e 384 pagine teoriche di geografia generale e geografia regionale
- Continenti e paesi Geografia illustrata del mondo moderno, 4ª ed., Novara, Istituto Geografico De Agostini, 1957. Tradotto anche in Francese ed in Spagnolo, edito in due tomi, aggiornamenti di A. Difrieri. Continentes y países, Editorial Codex

### Opere cartografiche generali (con testi di commento e cartine speciali)
- Nuovo atlante per tutti, Novara e Rio de Janeiro, Istituto Geografico De Agostini, 1920. 29 tavole e 21 foto dell'Istituto Geografico De Agostini e dei vari reparti, con ampia introduzione tecnica.
- Atlas metodico de geographia moderna (Curso Superior de geografia), Novara e Nichteroy, Istituto Geografico De Agostini e Collegio Salesaino Santa Rosa. 62 tavole, foto dell'Istituto Geografico e introduzione tecnica.
- Mario Baratta e Luigi Visintin, Grande Atlante Geografico, 1ª ed., Novara, Istituto Geografico De Agostini, 1922. 102 tavole di geografia fisica, politica, economica, con 250 carte e cartine, testo al fondo delle tavole e delle carte, indice dei nomi.
- Mario Baratta e Luigi Visintin, Atlante della produzione e dei commerci, Novara, Istituto Geografico De Agostini, 1922.
- Mario Baratta e Luigi Visintin, Grande Atlante Geografico, 2ª ed., Novara, Istituto Geografico De Agostini, 1924. 133 tavole di geografia fisica, politica ed economica, con 332 carte e cartine tematiche di impianti idroelettrici, clima, prodotti, cartine dettagliate (ad es. Anfiteatro morenico della Serra d'Ivrea), piante di città, testo al fondo delle tavole, indice di 70 000 nomi.
- Mario Baratta e Luigi Visintin, Grande Atlante Geografico, 3ª ed., Novara, Istituto Geografico De Agostini, 1927 e 1929. 147 tavole, 400 carte e cartine, indice dei nomi, testo nel retro delle tavole.
- Mario Baratta e Luigi Visintin, Grande Atlante Geografico, 4ª ed., Novara, Istituto Geografico De Agostini, 1938. 45 tavole storiche, 160 geografiche ed economiche, testo nel retro delle tavole, indice dei nomi. Ristampe nel 1941 e nel 1943.
- Grande Atlante Geografico, 5ª ed., Novara, Istituto Geografico De Agostini, 1959. 232 tavole di astronomia, geologia, geografia fisica, geografia politica, geografia economica, climatologia, demografia, piani di città, con indice di 100 000 nomi.
- Umberto Bonapace e Luigi Visintin, Grande atlante geografico economico, 6ª ed., Novara, Istituto Geografico De Agostini, 1966. Con collaborazione di Motta, Fischer, Giuliani, Bayer.
- Umberto Bonapace, Giuseppe Motta e Luigi Visintin, Grande Atlante Geografico, 7ª ed., Novara, Istituto Geografico De Agostini, 1972. Con collaborazione di Fischer, Soldani, Giuliani ed altri).
- Luigi Visintin (cartografia di), Atlante Geografico De Agostini, Novara, Istituto Geografico De Agostini, 8ª ed. 1984-1986.

Nelle sue varie versioni il Grande Atlante fu molto diffuso, anche con edizioni speciali, ad es. per l'IMI. Si ricorda che i nomi degli autori del Grande Atlante Geografico erano in ordine alfabetico.

### Opere cartografiche generali per l'Italia
- Atlante geopolitico universale, Novara, Istituto Geografico De Agostini, 1947. 210 tavole di geografia fisica, politica, economica, 384 pagine di trattazione geografica (il "Commento"), indice dei nomi.
- Atlante universale, Novara, Istituto Geografico De Agostini, 1955. 305 tavole di geografia, fisica, politica, economica, indice dei nomi.
- Atlante mondiale, Novara, Istituto Geografico De Agostini, 1956. 104 tavole di geografia fisica e politica, indice dei nomi.
- Mario Baratta, Federico Curato, Plinio Fraccaro, Giuseppe Motta e Luigi Visintin, Atlante storico-nuova edizione, Novara, Istituto Geografico De Agostini, 1972.
- AA. VV., La terra, Novara, Istituto Geografico De Agostini, 1965 con cartografia di Luigi Visintin. 303 tavole, indice dei nomi ecc.
- Umberto Bonapace e Luigi Visintin, Atlante geopolitico, Novara, Istituto Geografico De Agostini, 1962.
- Umberto Bonapace e Luigi Visintin, Atlante delle regioni italiane, Novara, Istituto Geografico De Agostini, 1962.

### Opere cartografiche generali per l'estero
- Geographischer und Wirtschaftlicher Handatlas, Novara, Istituto Geografico De Agostini, 1949. 252 tavole e 500 carte e mappe, con indice dei nomi.
- Neuer Weltatlas (Land und Wirtschaft aller Staaten) (con Eugen Th. Rimli), Zurigo, Fraumünster Verlag – Novara, Istituto Geografico De Agostini, 1ª ed. 1949; 2ª ed. 1955; 3ª ed. 1958. 252 tavole, 198 pagine di indice dei nomi
- Nouvel Atlas Mondial Géographique et Économique de tous le pays, Zurigo, Stauffacher Verlag – Novara, Istituto Geografico De Agostini, 1ª ed. 1956. 2 ªed. 1958. 256 tavole, 192 pagine di indice dei nomi.
- Luigi Visintin, Herbert Bayer, Wilhelm Goldmann, Goldmanns Großer Weltatlas, die Unwelt des Menschen, Monaco, Wilhelm Goldmann Verlag, 1955. Numerose edizioni successive, 220 tavole di geografia fisica, politica, economica e storica, indice dei nomi.
- Luigi Visintin, Wilhelm Goldmann, Goldmanns Handatlas, Monaco di Baviera, W. Goldmann Verlag, 1956. 92 tavole geografico-economiche, indice dei nomi.
- Luigi Visintin e J. Vincens Vives, Atlas Ibero-Americano de Geografía Mundial, Barcellona, E.D.H.A.S.A., e Buenos Aires – Novara, Istituto Geografico De Agostini, 1957. 79 tavole di geografia fisica, politica, economica, indice dei nomi.
- Luigi Visintin e F. Condeminas, Atlas Geográfico Universal, Novara, Istituto Geografico De Agostini. 30 tavole di geografia fisico-politica.
- Nuevo Atlas Universal de bolsillo, Novara, Istituto Geografico De Agostini, 1931 (112 mapas de todos los paises del mundo - Vistas de las ciudades y paisajes más notables - Texto explicativo).
- carte di geografia generale pp. 74–79 e 169-276 (stampa Istituto Geografico De Agostini), in Herbert Bayer, World geographic atlas, per la Container Corporation of America, Chicago, Rand Mac Nally, 1953.
- carte generali, in Juan Morales y Eloy, Ecuador-Atlas Histórico-geográfico per il Ministerio de relaciones exteriores, stampa Istituto Geografico De Agostini, edizioni 1941 e 1942. (Cfr. lettera di Juan Morales y Eloy al prof. Luigi Visintin, con richieste e ringraziamenti, datata Quito, 25 giugno 1941, Archivio di casa Visintin).
- Atlas Universal Teide Geográfico, Estadístico, Ilustrado, Novara, Editorial Teide, Istituto Geografico De Agostini, 1964.
- Umberto Bonapace e Luigi Visintin, Darkot Modern Büyük Atlas, Istanbul, 1965.

### Atlanti speciali con note, illustrazioni o trattazioni esplicative
- Mario Baratta e Luigi Visintin, Atlante delle colonie italiane, Novara, Istituto Geografico De Agostini, 1928, con 36 tavole cartografiche, "notizie geografiche ed economiche" (pp. 43) e 113 illustrazioni in calcografia (pp. 60), indice dei nomi; edito sotto gli auspici del Ministero delle colonie.
- Sacra Congregazione di Propaganda Fide, Testo-atlante illustrato delle missioni, Novara, Istituto Geografico De Agostini, 1932. Cartografia del Visintin che sulle 54 tavole politiche  "ha tracciato i confini delle circoscrizioni missionarie" ed indicato le giurisdizioni. Tradotto anche in tedesco.
- Arturo Marescalchi, Luigi Visintin, Atlante agricolo dell'Italia fascista, Novara, Istituto Geografico De Agostini, 1928, 1929, 1933, 1935. Di 92 carte e 145 grafici.
- Piccolo Atlante automobilistico d'Italia al milionesimo, Novara, Istituto Geografico De Agostini, 1956.

### Atlanti italiani: scolastici, economici e di consultazione
- Albo Atlante di Geografia per la 4ª classe elementare, 1929 (approvazione del Ministero del 1928)
- Atlante Geografico Metodico, Novara, Istituto Geografico De Agostini. Del tutto rinnovato nella qualità delle tavole e firmato dal 1922 da Luigi Visintin, ancora migliorato da lui nell'edizione del 1927 e soprattutto del 1929; ripreso poi in varie edizioni come Nuovo Atlante Geografico Metodico con modifiche ed aggiunte varie, sempre funzionale all'uso scolastico, a quello della consultazione delle famiglie e degli studiosi.
- Atlante Geografico Moderno, Novara, Istituto Geografico De Agostini, decisamente rinnovato nelle edizioni del 1921 e del 1926 rispetto all'Atlante scolastico moderno del 1904-1905, e poi sempre aggiornato e migliorato da Luigi Visintin.
- Atlante delle regioni d'Italia, illustrato, Novara, 1932 e seguenti
- Atlante geografico illustrato, Novara, Istituto Geografico De Agostini.76 tavole, 208 cartine e piani di città, 478 illustrazioni.
- Nuovo atlante geografico metodico, Novara, Istituto Geografico De Agostini 1940 con successive edizioni.
- Nuovo atlante geografico moderno, Novara, Istituto Geografico De Agostini dal 1940.
- Atlantino storico-geografico, dal 1945.
- Atlantino elementare, Novara, Istituto Geografico De Agostini. In tre volumi. (con Besso)
- Atlante geografico illustrato, Novara, Istituto Geografico De Agostini, 1948.
- Atlante geografico muto, Novara, Istituto Geografico De Agostini. 14 tavole, ad uso delle scuole.
- Nuovissimo atlante geografico moderno Novara, Istituto Geografico De Agostini. Per le scuole medie inferiori, in 53 tavole.
- Piccolo atlante geografico elementare, Novara, Istituto Geografico De Agostini.
- Piccolo atlante geografico moderno, Novara, Istituto Geografico De Agostini, in 35 tavole.
- Mario Baratta, Plinio Fraccaro, Luigi Visintin, Atlante storico-geografico, Novara, Istituto Geografico De Agostini.
- Atlante storico, vol. 3, Novara, Istituto Geografico De Agostini, 2007.
- Mario Baratta, Plinio Fraccaro, Luigi Visintin, Piccolo atlante storico, Novara, Istituto Geografico De Agostini. Carte e testi esplicativi nel verso.
- Geografia e storia, in collaborazione con C. Besso, Novara, Istituto Geografico De Agostini, in tre volumi: per la terza classe elem. 68 pp. di testo, 6 tavole geografiche; per le quarta classe elementare 78 pp. di testo, 6 tavole geografiche; per la quinta classe elementare 104 pagine di testo, 10 tavole illustrate.
- Atlantino storico geografico, Novara, Istituto Geografico De Agostini, 1945 e anni successivi. 24 tavole.
- Piccolo atlante dell'Impero Romano, in collaborazione con Plinio Fraccaro, Novara, Istituto Geografico De Agostini.
- Mario Baratta e Luigi Visintin, Piccolo Atlante della produzione e dei commerci, Novara, Istituto Geografico De Agostini, 1942. 32 tavole contenenti 177 cartine tematiche,
- Atlante della produzione e dei commerci, Novara, Istituto Geografico De Agostini. Terza Edizione 89 tavole di geografia fisica, politica ed economica, generale e regionale.
- Piccolo atlante della produzione e dei commerci, Novara, Istituto Geografico De Agostini, 1955. 86 tavole di geografia economica contenenti 370 cartine tematiche ed alcuni istogrammi,
- Atlante Geografico Commerciale, Novara, Istituto Geografico De Agostini, 1954. 48 tavole economiche, fisiche, politiche, con indice dei nomi, per le scuole di avviamento.
- Piccolo Atlante geografico-metodico, in collaborazione con Umberto Bonapace), Novara, Istituto Geografico De Agostini, 1962.

### Atlanti scolastici stranieri
cfr. anche il Catálogo de las publicaciones geográficas especiales per i paesi latino-americani, Istituto Geografico De Agostini, 1927
- F. Condeminas e Luigi Visintin, Atlas histórico universal, Novara, Istituto Geografico De Agostini, 26 tavole a colori.
- Pequeño Atlas de la República Argentina, 1929.
- Nuevo Atlas escolar portugués, Novara, Istituto Geografico De Agostini.
- Atlas histórico geográfico para uso das escolas do Brasil, Novara, Istituto Geografico De Agostini.
- Mario Baratta e Luigi Visintin, Atlas histórico universal, Novara, Istituto Geografico De Agostini. 51 tavole, per il Ministero dell'educazione pubblica della Colombia
- F. Condeminas e Luigi Visintin, Atlas histórico de España, Novara, Istituto Geografico De Agostini. 13 tavole a colori.
- F. Condeminas e Luigi Visintin, Atlas geográfico metódico, Novara, Istituto Geografico De Agostini, 1933. 47 mapas de geografia física, política y astronómica.
- F. Condeminas e Luigi Visintin, Atlas geográfico metódico, Novara, Istituto Geografico De Agostini, 4ª 1947. 54 mapas de geografía física, política y astronómica.
- Nuevo atlas escolar moderno, Novara, Istituto Geografico De Agostini, 1947. Atlante di consultazione scolastica.
- F. Condeminas e Luigi Visintin, Atlas geográfico de España, Novara, Istituto Geografico De Agostini. 10 tavole a colori di geografia fisico-politica-economica.
- F. Condeminas e Luigi Visintin, Atlas Geográfico Universal y de España, Novara, Istituto Geografico De Agostini. 37 tavole di geografia fisico-politica-economica.
- F.Condeminas e Luigi Visintin, Atlas geográfico de América, Novara, Istituto Geografico De Agostini. 14 tavole di geografia fisico-politica.
- Luigi Visintin, Arkin Mehfaret e R. Gökalp, Bir Yaynevi, Resimli İlk Atlas Istanbul, Novara, Istituto Geografico De Agostini, 4ª 1956. di pp. 26, ancora edito nel 1965 e nel 1968.
- Mario Baratta, Plinio Fraccaro, Luigi Visintin, Zgodovinski Atlas za srednje in njim sorodne šole, Novara, Istituto Geografico De Agostini, 8ª 1941. Atlante geografico illustrato, in sloveno, di 32 tavole geografiche.
- Zemljepisni Atlas za ljudske šole, Novara, Istituto Geografico De Agostini, 1941. Atlante geografico illustrato, in sloveno, di 20 pagine illustrate e 20 tavole geografiche.
- Zemljepisni Atlas za srednje in nijim sorodne šole, Novara, Istituto Geografico De Agostini, 1941. Atlante scolastico in sloveno, di 56 tavole di geografia fisica e politica.
- Zemljepisni Atlas za srednje in nijim sorodne šole, Novara, Istituto Geografico De Agostini. Nuova edizione per le minoranze slovene.
- R. e M. Ozouf, Atlas du XXe siècle, Parigi, Fernand Nathan e Istituto Geografico De Agostini (stampa) (le tavole sono siglate IGDA e le immagini di solito sono del Metodico, escluse poche tavole tratte dall'"Atlas de France").

### Carte scolastiche, murali e di consultazione
Oltre che per le scuole anche ad es. per FFSS e Società di Navigazione Adriaticae per opere italiane e straqniere, ad es. per le Lecciones de geografia universal di Hugo Ruan, ed. Hermanos Belloso Rossel, Maracaibo (Venezuela)
- dell'Europa: 1) Europa fisico-politica (quattro fogli a colori) scala 1:3 500 000 1954, (mm. 1637 per 1744); 2) Europa 1:6 000 000 politica; Europa 1:10 000 000 carta politica; 3) Europa 1:3 000 000 fisica; 4)  Europa 1:4 000 000 fisica; 5) Europa 1:4 000 000 politica; 6) Europa 1:8 000 000 fisico-politica; 7) Europa 1:3 500 000 fisico-politica.
- dell'Italia: 1) Italia carta scolastica fisica 1:700 000; 2) Italia con i nuovi confini (scol. politica 1:700 000); 3)Italia fisico-politica 1:700 000; 4) Italia con i nuovi confini 1:1 000 000 scol. fisico-politica; 5) Italia fisico-politica-amministrativa 1:2 500 000 del 1947 ed altra antecedente; 6) Italia fisica 1948 1:4 000 000; 7) Italia 1:4 000 000 fisico-politica.
- delle  provincie italiane (probabilmente tutte, ma cfr. esempi): 1) Valle d'Aosta 1:100 000 fisico-politica-amministrativa; 2) Valle d'Aosta carta geografica in francese 1:252 000; 3) Piemonte e valle d'Aosta fisico-politica; 4) Lombardia politico-amministrativa-stradale 1:200 000; 5) Trentino-Alto Adige fisico-politico-amministrativa 1:150 000; 6) Venezia Giulia fisico-politica 1:500 000; 7) idem con confini aggiornati del 1947; 8) Venezia Tridentina 1:250 000; 9) Emilia 1:200 000 fisico-politica; 10) Lazio 1:150 000 fisico-politica; 11) Puglia e Basilicata 1:200 000 (135*172 cm.); 12) Sicilia 1:200 000 fisico-politica; 13) Sardegna 1:200 000 fisico-politica (due fogli a colori 114 per 94 cm.); 14) Provincie di Vercelli e Novara 1:200 000 fisico-politico- amministrativa con le principali distanze stradali; 15) Provincia di Viterbo 1:100 000 fisico-politica; 16) Provincia di Novara 1:350 000); 17) Provincia di Forlì 1:100 000 fisico-politico-amministrativa.
- di zone italiane: 1) Laghi (Maggiore, Orta, Lugano, Como) al 250.000; 2) Le Alpi 1:500 000; 3) Alpi italo-francesi e Corsica 1:450 000; 4) Dolomiti (carta turistica) 1:650 000.
- di Mediterraneo e dintorni: 1) L'Italia nel Mediterraneo 1:3 000 000 fisico-politica. 2) Terre Italiane d'Oltremare 1:3 000 000 fisico-politica; 3) Paesi del Mediterraneo 1:5 000 000 (nuova ed.); 4) Mediterraneo 1:3 000 000 politica; 5) Bacino mediterraneo: l'Europa centrale ed il Mediterraneo (tre fogli a colori 1:5 000 000 Ed. Soc. Navigazione Adriatica, Venezia, 915 per 643 mm., 1957; 6) Cirenaica e Basso Egitto 1:250 000 (anche ed. tedesca e ed. francese); 7) dalla Cirenaica all'Etiopia 1:4 000 000 (Egitto e Sudan anglo-egiziano); 8) Tunisia 1:1 000 000.
- di zone d'Europa: 1) Balcania Nord-occidentale (Dalmazia, Croazia, Montenegro, Serbia) 1:1 000 000; 2) Albania 1:250 000 fisico-politica in quattro fogli; 3) Albania 1:275 000 fisico-politica; 4) Albania 1:3 000 000; 5) Dalmazia 1:300 000 (scol. in due fogli); 6) Slovenjia 1:100 000 in lingua slovena; 7) Nezavisna Država Hrvatska 1:300 000 scol. in 4 fogli in croato; 8) Spagna 1:1 750 000; 9) Isole Britanniche 1:200 000; 10) Scandinavia e Baltico 1:2 500 000; 11) Europa danubiana e balcanica (Ungheria, Albania, Grecia, Iugoslavia, Romania, Bulgaria) 1:2 000 000; 12) La Russia dei Sovieti 1:5 000 000 carta politico-amministrativa del territorio europeo con testo illustrativo; 13)  Russia Europea 1:6 000 000.
- di altri continenti: 1) Cina e Giappone 1:3 500 000; 2) Asia 1:8 000 000 fisico-politica; 3) Asia fisico-politica 1:7 000 000 fisico-politica; 4) Africa 1:8 000 000 fisico-politica. 5) Africa 1:7 000 000 fisico-politica; 6) America sett. 1:7 000 000 fisico-politica; 7) America merid. 1:8 000 000 fisico-politica; 8) America merid. 1:7 000 000 fisico-politica; 9) Brasile scala 1:4 000 000; 10)Australia e Oceania 1:8 000 000 fisico-politica; 11) Australia e Oceania 1:7 000 000 fisico-politica.

### Mappamondi e planisferi
- Mappamondo fisico 1:30 000 000.
- Planisfero Politico 1:30 000 000.

### Carte speciali e varie

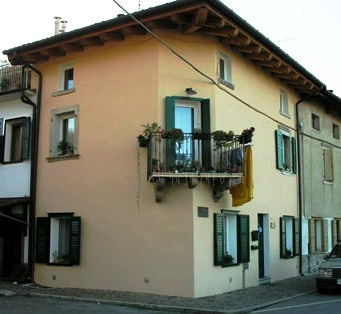
La casa natale oggi

- Carta d'Italia per i treni delle Ferrovie dello Stato.
- Venezia, per la Società Adriatica, Novara, Istituto Geografico De Agostini.
- Europa Politica durante e dopo la guerra 1914-1918 a scala 1:3 000 000 (in sei fogli), Novara, Istituto Geografico De Agostini.
- Pianta della città di Novara, 1:7 500, Novara, Istituto Geografico De Agostini, 1947.
- Istanbul 1:13 500, pianta con descrizione dei simboli in inglese, toponomastica in turco e in inglese, Novara, Istituto Geografico De Agostini.
- Europa 1:3 000 000, carta automobilistica, Novara, Istituto Geografico De Agostini, 1954.
- Italia 1:1 000 000, atlante automobilistico, Novara, Istituto Geografico De Agostini, 1956.
- Italia 1:750 000, carta stradale in tre fogli.
- Italia 1:750 000, carta automobilistica in fascicolo piegato, Novara, Istituto Geografico De Agostini, 1950.
- Carta del conflitto nippo-americano, 1:37 000 000, Novara, Istituto Geografico De Agostini, 1941.
- La Russia dei Sovieti, carta con testo illustrato, Novara, Istituto Geografico De Agostini.
- carta ferroviaria dell'Argentina, Novara, Istituto Geografico De Agostini.